# Vívás a 2004. évi nyári olimpiai játékokon
A 2004. évi nyári olimpiai játékokon a vívásban tíz versenyszámot rendeztek. Az előző olimpiától eltérően kimaradt a női tőr csapatversenye, és új szám lett a női egyéni kardvívás. Nagy Tímea és Valentina Vezzali is megvédte Sydney-i bajnoki címét.

## Éremtáblázat
(A hazai és a magyar csapat eltérő háttérszínnel, az egyes számoszlopok legmagasabb értéke vagy értékei vastagítással kiemelve.)
| A 2004. évi nyári olimpiai játékok éremtáblázata vívásban | A 2004. évi nyári olimpiai játékok éremtáblázata vívásban | A 2004. évi nyári olimpiai játékok éremtáblázata vívásban | A 2004. évi nyári olimpiai játékok éremtáblázata vívásban | A 2004. évi nyári olimpiai játékok éremtáblázata vívásban | Olimpia  |
| --------------------------------------------------------- | --------------------------------------------------------- | --------------------------------------------------------- | --------------------------------------------------------- | --------------------------------------------------------- | -------- |
|                                                           | Ország                                                    | Arany                                                     | Ezüst                                                     | Bronz                                                     | Összesen |
| 1.                                                        | Olaszország (ITA)                                         | 3                                                         | 3                                                         | 1                                                         | 7        |
| 2.                                                        | Franciaország (FRA)                                       | 3                                                         | 1                                                         | 2                                                         | 6        |
| 3.                                                        | Magyarország (HUN)                                        | 1                                                         | 2                                                         | 0                                                         | 3        |
| 4.                                                        | Oroszország (RUS)                                         | 1                                                         | 0                                                         | 3                                                         | 4        |
| 5.                                                        | Egyesült Államok (USA)                                    | 1                                                         | 0                                                         | 1                                                         | 2        |
| 6.                                                        | Svájc (SUI)                                               | 1                                                         | 0                                                         | 0                                                         | 1        |
|                                                           |                                                           |                                                           |                                                           |                                                           |          |
| 7.                                                        | Kína (CHN)                                                | 0                                                         | 3                                                         | 0                                                         | 3        |
| 8.                                                        | Németország (GER)                                         | 0                                                         | 1                                                         | 1                                                         | 2        |
|                                                           |                                                           |                                                           |                                                           |                                                           |          |
| 9.                                                        | Lengyelország (POL)                                       | 0                                                         | 0                                                         | 1                                                         | 1        |
| 9.                                                        | Ukrajna (UKR)                                             | 0                                                         | 0                                                         | 1                                                         | 1        |
|                                                           |                                                           |                                                           |                                                           |                                                           |          |
| Összesen                                                  | Összesen                                                  | 10                                                        | 10                                                        | 10                                                        | 30       |

## Érmesek

### Férfi
| A 2004. évi nyári olimpiai játékok férfi érmesei vívásban |                                                                                    | | |
| Versenyszám                                               | Arany                                                                              | Ezüst | Bronz |
| tőr, egyéni                                               | Brice Guyart · Franciaország (FRA)                                                 | Salvatore Sanzo · Olaszország (ITA)                                                                                         | Andrea Cassarà · Olaszország (ITA)                                                                       |
| kard, egyéni                                              | Aldo Montano · Olaszország (ITA)                                                   | Nemcsik Zsolt · Magyarország (HUN)                                                                                          | Vladiszlav Tretyak · Ukrajna (UKR)                                                                       |
| párbajtőr, egyéni                                         | Marcel Fischer · Svájc (SUI)                                                       | Vang Lej (Wang Lei) · Kína (CHN)                                                                                            | Pavel Kolobkov · Oroszország (RUS)                                                                       |
| tőr, csapat                                               | Olaszország (ITA) · Andrea Cassarà · Salvatore Sanzo · Simone Vanni                | Kína (CHN) · Tung Csao-cse (Dong Zhaozhi) · Vang Haj-pin (Wang Haibin) · Vu Han-hsziung (Wu Hanxiong) · Je Csung (Ye Chong) | Oroszország (RUS) · Renal Ganyejev · Jurij Molcsan · Ruszlan Naszibulin · Vjacseszlav Pozdnyakov         |
| kard, csapat                                              | Franciaország (FRA) · Julien Pillet · Damien Touya · Gaël Touya                    | Olaszország (ITA) · Aldo Montano · Gianpiero Pastore · Luigi Tarantino                                                      | Oroszország (RUS) · Sztanyiszlav Pozdnyakov · Szergej Sarikov · Alekszej Jakimenko · Alekszej Gyjacsenko |
| párbajtőr, csapat                                         | Franciaország (FRA) · Fabrice Jeannet · Jérôme Jeannet · Éric Boisse · Hugues Obry | Magyarország (HUN) · Boczkó Gábor · Imre Géza · Kovács Iván · Kulcsár Krisztián                                             | Németország (GER) · Sven Schmid · Daniel Strigel · Jörg Fiedler                                          |

### Női
| A 2004. évi nyári olimpiai játékok női érmesei vívásban |                                                                                               |                                                                       | |
| Versenyszám                                             | Arany                                                                                         | Ezüst                                                                 | Bronz                                                                                                 |
| tőr, egyéni                                             | Valentina Vezzali · Olaszország (ITA)                                                         | Giovanna Trillini · Olaszország (ITA)                                 | Sylwia Gruchała · Lengyelország (POL)                                                                 |
| párbajtőr, egyéni                                       | Nagy Tímea · Magyarország (HUN)                                                               | Laura Flessel-Colovic · Franciaország (FRA)                           | Maureen Nisima · Franciaország (FRA)                                                                  |
| kard, egyéni                                            | Mariel Zagunis · Egyesült Államok (USA)                                                       | Tan Hszüe (Tan Xue) · Kína (CHN)                                      | Sada Jacobson · Egyesült Államok (USA)                                                                |
| párbajtőr, csapat                                       | Oroszország (RUS) · Karina Aznavurjan · Okszana Jermakova · Tatyjana Logunova · Anna Szivkova | Németország (GER) · Claudia Bokel · Imke Duplitzer · Britta Heidemann | Franciaország (FRA) · Sarah Daninthe · Laura Flessel-Colovic · Maureen Nisima · Király-Picot Hajnalka |

## Magyar részvétel
Az olimpián tizenöt vívó – nyolc férfi és hét női vívó – képviselte Magyarországot. A magyar vívók összesen
- egy első,
- két második,
- két negyedik,
- két ötödik
- egy hatodik

helyezést értek el.
| Magyar részvétel a 2004. évi nyári olimpiai játékok vívóversenyein |        |        |        |        |           |           |
| Vívó                                                               | tőr    | tőr    | kard   | kard   | párbajtőr | párbajtőr |
| Vívó                                                               | egyéni | csapat | egyéni | csapat | egyéni    | csapat    |
| Boczkó Gábor                                                       |        |        |        |        |           | 2.        |
| Ferjancsik Domonkos                                                |        |        |        | 5.     |           |           |
| Fodor Kende                                                        |        |        |        | 5.     |           |           |
| Hormay Adrien                                                      |        |        |        |        |           | 5.        |
| Imre Géza                                                          |        |        |        |        |           | 2.        |
| Kovács Iván                                                        |        |        |        |        |           | 2.        |
| Kulcsár Krisztián                                                  |        |        |        |        |           | 2.        |
| Lengyel Balázs                                                     |        |        |        | 5.     |           |           |
| Mincza Ildikó                                                      |        |        |        |        | 4.        | 5.        |
| Mohamed Aida                                                       | 4.     |        |        |        |           |           |
| Nagy Orsolya                                                       |        |        |        |        |           |           |
| Nagy Tímea                                                         |        |        |        |        | 1.        | 5.        |
| Nemcsik Zsolt                                                      |        |        | 2.     | 5.     |           |           |
| Tóth Hajnalka                                                      |        |        |        |        |           | 5.        |
| Varga Gabriella                                                    | 6.     |        |        |        |           |           |